# Gaturro
Gaturro es una serie de libros e historietas argentinas escrita por Cristian Gustavo Dzwonik, más conocido como Nik. La serie cuenta con libros de historietas y pequeñas novelas. La película ha sido estrenada en septiembre del 2010 y un mundo virtual para niños, llamado Mundo Gaturro, ha sido lanzado, también en el 2010.

## Sinopsis
Gaturro es un gato marrón, con unos cachetes amarillos. Desde hace varios años se han hecho denuncias de plagio de otros artistas del humor argentino y mundial. Varios de los artistas plagiados incluyen a principalmente tiras de Mafalda del humorista argentino Quino, Leo Arias. Paz y Rudy, Fontanarrosa, Caloi, Juan Carlos Argüelles, Lola y dentro del ámbito internacional a Watterson y Jim Davis, entre otros. Se ha creado un "libro negro" de Nik en el que recopilan algunos de sus plagios. A raíz de las denuncias por plagio el autor fue rechazado para participar en numerosas publicaciones y muestras.

## Personajes

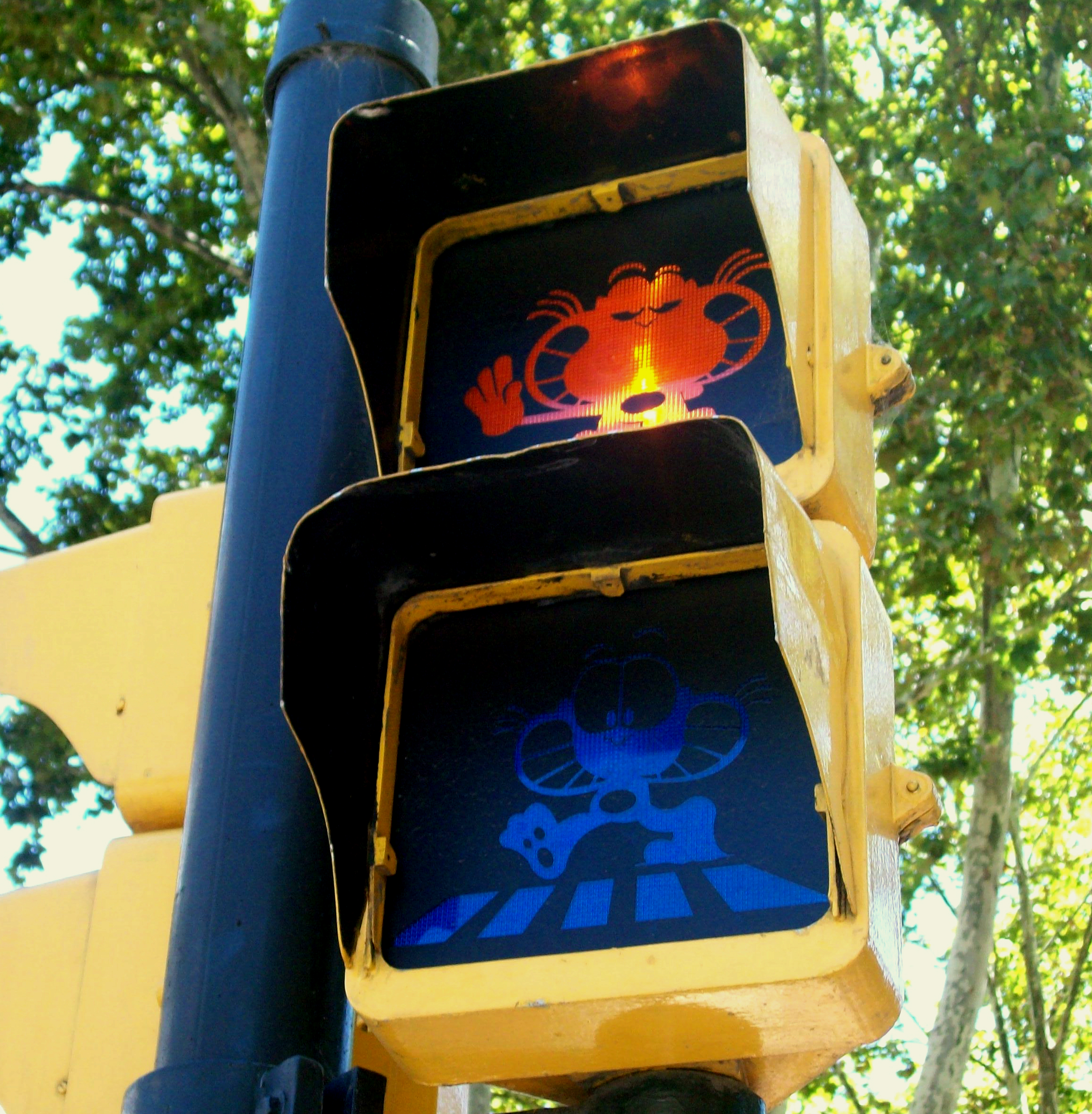
Semáforo en Buenos Aires, en el que los símbolos son el personaje de Gaturro.

### Gaturronajes
- Gaturro: Es el protagonista de la historieta.[7] Se presenta como un antihéroe, un soñador y un observador del mundo. Lo caracterizan su gran imaginación e ingenio, aunque su personalidad suele cambiar de acuerdo al personaje con el que interactúe.
- Ágatha: Una gata de la cual Gaturro está perdidamente enamorado. Ágatha es un poco egoísta y complicada, pero muy inteligente. Aunque siempre rechaza a Gaturro, en el fondo lo quiere mucho y odia que otra gata se le acerque. Tiene 4 hermanas: Alelí, María Jose, Inés y Jaba[8]

### Familia adoptiva
- Daniel (El papá adoptivo): El dueño de Gaturro. Es un estereotipo de padre clase media que, aunque agobiado por el trabajo, intenta cumplir con sus responsabilidades familiares. Su trato hacia Gaturro es cómo hacia otro hijo más. Siempre come demasiado y suele pasar la mayor parte de su tiempo sentado en el sillón mirando el televisor, teniendo un marcado sobrepeso.
- Valeria (La mamá adoptiva): Es muy comprensiva y cariñosa, pero también firme. Está totalmente dedicada al hogar y su familia, el estrés lo combate haciendo gimnasia o entusiasmándose con la clase de Feng Shui.
- Luz: La hija mayor de la familia. Su incipiente adolescencia la volvió muy caprichosa y testaruda, al punto del conflicto constante con su familia, Gaturro incluido.
- Agustín: El hijo menor de la familia, y parece ser el único que trata a Gaturro cómo una mascota. Es muy curioso y se apasiona por los videojuegos.
- La suegra: Es la abuela de Luz y Agustín y la suegra del papá de la familia. No vive en la ciudad, pero los visita de vez en cuando. Habla mucho.
- Tío Jorge: Es el hermano de Daniel, por lo tanto, el tío de Luz y Agustín. Si bien es similar a su hermano físicamente, tiene un aspecto más serio, más delgado y prácticamente no tiene estrés.
- Los Primos: Son los primos de Luz y Agustín, lo único que se sabe es que son unos revoltosos.
- Los mellizos: Son los hermanos de Luz y Agustín, por lo cual, los hijos de Daniel y Valeria. Se llaman Lola y Lalo.

### Familia biológica
- Mamurra: Es la mamá biológica de Gaturro. Es super sobreprotectora con Gaturro, le pide que coma bien, se abrigue, estudie y que se cuide de todos los peligros. Está siempre acompañada de un Tupper, para Gaturro obvio.
- Gatulongo: Es un primo de Gaturro con un cuello muy largo. Amigable y tranquilo, nunca está apurado. Sus respuestas tardan horas en salir.
- Papurro: Es el papá de Gaturro. Aparece ocasionalmente por la tira, el dinamismo no es fuerte. Todo le da mucha pereza.
- Abuelurra: Es la abuela de Gaturro. Al igual que Mamurra, es muy sobreprotectora con Gaturro. Vive tejiendo abrigos ya que preocupa que Gaturro no esté abrigado todo el tiempo.
- Tiurras: Son las tías de Gaturro. Aparecieron en la tira por primera vez el 25 de febrero de 2007.
- Bisabuelurra: Es igual a Mamurra y Abuelurra, solo que potenciada.
- Hermanurro: Aparece cuándo Gaturro se lo presenta a Ágatha. Es más peludo y más alto que gaturro.
- Gaturrín: Un gatito bebé que Gaturro adoptó cómo sobrino. Gaturrín vive imitando a Gaturro, al punto de adoptar su personalidad, pero potenciada, siendo más inocente y más cínico. Es el único personaje que hace sonreír a Ágatha.
- Gaturrón: Es uno de los primos de Gaturro, le gusta la comida chatarra, le gusta comer tanto, se puso de novio con las hermanas de Ágatha: Alelí, María José, Inés y Guada.

### Gatos amigos
- Gateen: Una gata adolescente, cambiante, rebelde. Chatea y le gusta estar a la moda.
- Gaturranta: Una amiga de Gaturro que lo visita de vez en cuando. Es el opuesto a Ágatha, muy simpática y buena amiga. Ayudó a Gaturro a darle celos a Ágatha más de una vez.
- Katy Kit: Una gata por la que Gaturro demostró interés. Dice ser famosa, salir en televisión y en las revistas. Es bastante frívola y parece solo preocuparse por su aspecto.
- Misha: Es la última gata en mudarse al barrio y vive muy cerca de la casa de Gaturro. Tiene dos trencitas, es muy simpática y activa. Siempre busca nuevos amigos.
- Elizabeth: Es la gata millonaria del barrio. Vive en una mansión con su dueña y el mayordomo. Estudió en el London Miau Institute, viajó por todo el mundo y sabe varios idiomas. Es muy fina, elegante y distinguida. Le gusta que la halaguen y la atiendan.
- Gaturrina: Es la novia de Gaturrín. Chiquita como Gaturrín.
- Gatunislao: Su nombre es Gatunislao García Aristizabal, es el gato cheto del barrio. Tiene doble apellido y mucha alcurnia. Todo en él es aparencia, dice tener casas, autos, campos y yates... aunque en realidad no tiene nada de eso.
- Gatovica: Ágatha lo presentó alguna vez como su novio. Es grandote y parece muy musculoso aunque Ágatha lo tocó con sus uñas recién afiladas y pinchó sus músculos. No habla mucho, solo se sabe que le gusta hacer pesas.
- Malurro: Un exnovio de Ágatha, muy malo que no la quiere en absoluto, pero eso a ella la atrae.
- Tommy Cool: Es el gato más cool del barrio. Salió con Ágatha pero terminaron porque él era individualista y solo se preocupaba por las nuevas tendencias.
- Grasurro: Es un exnovio de Ágatha, cantante de música romántica.
- Gatalina Yolí: una chica nueva que entra al barrio de Gaturro y enamora a todos los gatos. Se iba a casar con Gaturro, pero Ágatha interrumpió la boda

### Animales amigos
- Arañita: Una araña, amigo de Gaturro que cada tanto baja del techo colgado de su hilo para visitarlo. Físicamente se parecen, pues ambos poseen los mismos cachetes.
- Ramiro: Es un ratón que vive en la casa de Gaturro quién no lo persigue ni intenta cazarlo. Son muy buenos amigos.
- Canturro: Un perro amigo de Gaturro. Es gruñón y constantemente intenta demostrar a Gaturro la superioridad de su especie.
- Emilio: Un pez que vive en la casa de Gaturro, quién lo cuida y es muy buen amigo suyo.
- Canario: Es el amigo de Gaturro es de un vecino de Gaturro

### Oficina laboral
- Aldopetti: Trabaja en la misma oficina que el padre, lugar que Gaturro visita cada tanto. Es inseguro y tiene la autoestima muy baja. Siente que lo explotan en el trabajo.
- Dr. Malbichi: Es el jefe del papá de la familia. Es un ser vil y un explotador de empleados. Su empresa no hace absolutamente nada productivo.

### La Escuela
- Ruda Vinagreti: Es  una maestra de Gaturro en el colegio. Es un personaje agrio y malhumorado, que le pone ceros constantemente a Gaturro. Tiene dos hermanas: Brusca y Tosca Vinagreti (niñera y kinesióloga de Gaturro). La mamá de las tres es Áspera Vinagreti.
- La Directora: Es la directora del colegio al que asiste Gaturro. Es muy estricta y le gusta que su escuela esté en orden.

## Publicaciones

### Ediciones de la Flor
- Gaturro 1 (1999)
- Gaturro 2 (2001)
- Gaturro 3 (2002)
- Gaturro 4 (2004)
- Gaturro 5 (2004)
- Gaturro 6 (2005)
- Gaturro 7 (2005)
- Gaturro 8 (2006)
- Gaturro 9 (2007)
- Gaturro 10 (2007)
- Gaturro 11 (2008)
- Gaturro 12 (2008)
- Gaturro 13 (2009)
- Gaturro 14 (2009)
- Gaturro 15 (2010)
- Gaturro 16 (2010)
- Gaturro 17 (2011)
- Gaturro 18 (2011)
- Gaturro 19 (2012)
- Gaturro 20 (2012)
- Gaturro 21 (2013)
- Gaturro 22 (2014)
- Gaturro 23 (2015)
- Gaturro 24 (2015)
- Gaturro 25 (2016)
- Gaturro 26 (2016)
- Gaturro 27 (2017)
- Gaturro 28 (2017)
- Gaturro 29 (2018)
- Gaturro 30 (2018)
- Gaturro 31 (2019)
- Gaturro 32 (2019)
- Gaturro 33 (2020)
- Gaturro 34 (2020)
- Gaturro 35 (2021)
- Gaturro 36 (2021)
- Gaturro 37 (2022)
- Gaturro 38 (2022)
- Gaturro 39 (2024)

### Editorial Sudamericana/Penguin Random House
- Gaturro y el misterio de las cinco Ágathas (Primer libro de aventuras)
- Gaturro y la mansión del terror (Segundo libro de aventuras)
- Gaturro y la maldición de Tutangatón (Tercer libro de las Aventuras)
- Gaturro y la invasión extraterrestre (Cuarto libro de aventuras)
- Gaturro y los piratas del tesoro perdido (Quinto libro de aventuras)
- Gaturro y la noche de los vampiros (Sexto libro de aventuras)
- Gaturro y el regreso de los zombis (Séptimo libro de aventuras)
- Gaturro atrapado en Mundo Gaturro (octavo libro de aventuras)
- Gaturro y el poder del prisma mágico (noveno libro de aventuras)
- Gaturro superhéroe (décimo libro de aventuras)
- Gaturro y el secreto de los inmortales (decimoprimer libro de aventuras)
- Gaturro en halloween (decimosegundo libro de aventuras)
- Gaturro y la venganza del futuro (decimotercer libro de aventuras)
- Gaturro y la guerra de las estrellas (decimocuarto libro de aventuras)
- Gaturro y el regreso a Mundo Gaturro (decimoquinto libro de aventuras)
- Gaturro y el rubí de los mil millones (decimosexto libro de aventuras)
- Gaturro versus Orrutag (decimoséptimo libro de aventuras)

### Ediciones V&R
- Gaturro, el libro de mis carteles 1 y 2
- Los Juegos de Gaturro
- Los Juegos de Gaturro 2
- Los Juegos de Gaturro 3
- Yo te amo
- Sos Mi Gaturrín
- Feliz cumpleaños
- Te quiero, Mamá
- Mini-Gaturro
- Mini-Agatha
- Mini-Gaturrín
- Mini-Mamurra
- Gaturro, Juegos y Diversión
- Revista de juegos y actividades
- Revista de actividades sensacionales
- Revista de super actividades y stickers
- Gaturro, las mejores Actividades
- Gaturro, Actividades Súper Divertidas

### Ediciones B
- Aprendo a leer y escribir con Gaturro
- Aprendo matemáticas con Gaturro

### Editorial Tinta Fresca
- Manual para 4.º grado
- Manual para 5.º grado
- Manual para 6.º grados

### Editorial Guadal/El Gato de Hojalata
- La mini-valijita de Gaturro
- El gran libro de los stickers de Gaturro
- Gaturro, el libro de las máscaras

### Libros Gaturro: la película (Editorial Sudamericana)
- Ágatha, la inconquistable (Primer libro 3D)
- Quiero ser como Michou (Segundo libro 3D)
- Caos en el Pet Shop (Tercer libro de 3D)
- La fama es puro cuento (Cuarto libro 3D)
- Ahora el superhéroe soy yo (Quinto libro 3D)
- La trampa de Max y Gatalina (Sexto libro 3D)
- El gran final (Séptimo libro 3D)

## Controversias

#### Denuncias por plagio a otros artistas y aGarfield
Desde hace varios años se han hecho denuncias de plagio de otros artistas del humor argentino y mundial. Varios de los artistas plagiados incluyen a principalmente tiras de Mafalda del humorista argentino Quino, Leo Arias, Paz y Rudy, Fontanarrosa, Caloi, Juan Carlos Argüelles, Lola y dentro del ámbito internacional a Watterson y Jim Davis, entre otros. Incluso se ha creado un «libro negro» de Nik en el que recopilan algunos de sus plagios. A raíz de las denuncias por plagio el autor fue rechazado para participar en numerosas publicaciones y muestras/ferias de artistas.
Además de que Nik ha sido acusado múltiples veces de ser un plagiador de artistas reconocidos a nivel nacional e internacional, también el autor de la tira cómica Garfield (en la cual se basó Nik para crear a Gaturro), Gary Barker, ironizó sobre el fuerte parecido entre los dos personajes con un dibujo satírico publicado en sus redes sociales.

## Vandalización de estatuas de Gaturro entre 2022 y 2023
Entre julio y agosto de 2022 una estatua del personaje ubicada en el Paseo de la Historieta en Buenos Aires fue vandalizada y posteriormente retirada. Tiempo después, Nik anunció en su cuenta de Twitter que estaban preparando una nueva estatua con «tecnología antivandálica».
El 14 de julio del 2023 la estatua volvió a ser instalada y alrededor se colocó una valla para impedir el acceso a ella, la cual era la «tecnología antivandálica», aunque la estatua en menos de dos días fue nuevamente vandalizada, con algunos mensajes ofensivos hacia Nik. El 16 de julio, dos días después de ser instalada, la estatua nuevamente volvió a ser retirada.
El 20 de julio del 2023 en Córdoba se inauguró una estatua de Gaturro ubicada en la Plaza de la Intendencia, la cual en menos de 24 horas fue vandalizada, posteriormente fue retirada y en su lugar colocaron una estatua del icónico personaje de videojuegos Sonic.